# Departament del Ter
El Departament del Ter fou un departament francès de la Catalunya integrada dins el Primer Imperi Francès de Napoleó I, quan aquest separà Catalunya del Regne d'Espanya.
El departament del Ter fou creat el 26 de gener de 1812 i comprenia tota la conca del riu Ter i l'Empordà, al nord-est de Catalunya. Girona fou seu de la prefectura del departament i Vic i Figueres les sotsprefectures. El departament desaparegué el 1814, quan França evacuà la península Ibèrica, que havia estat ocupant d'ençà el 1807.
Per a la definició dels límits del departament del Ter se seguiren, en un principi, criteris estrictament geogràfics, en la línia del que el 1790 havia marcat l'Assemblea Nacional francesa en la departamentalització de França. Tanmateix, per a la departamentalització de Catalunya es prengueren com a base els corregiments establerts pel decret de Nova Planta. En el cas del departament del Ter, s'unificaren els corregiments de Girona i Vic i s'hi incorporà l'antic territori de la sotsvegueria de Ribes, anteriorment adscrita al corregiment de Manresa. Quant a les sotsprefectures, seguien a grans trets els límits de les subdelegacions d'Hisenda de Girona, Figueres, Vic i Camprodon, si bé s'unificaren Vic i Camprodon en una sola sotsprefectura.
El primer i únic prefecte del departament fou Prudence-Guillaume de Roujoux. S'ha esmentat també el corregidor i afrancesat figuerenc Tomàs Puig i Puig com a prefecte, sense més corroboració (en el que seria el cas insòlit d'un prefecte fill del mateix departament que regia).